# The Cockney Rejects
Cockney Rejects är ett brittiskt Oi!-punkband som bildades 1979 i Londons East End. De hävdar själva att deras låt "Oi! Oi! Oi!" från Greatest Hits Volume 2 gav genren dess namn.

## I Sverige
Sommaren 2006 besökte Cockney Rejects festivalen Augustibuller i Lindesberg
Den 1 augusti 2008 besökte Cockney Rejects Kuggnäsfestivalen utanför Nyköping.
Den 6 november 2010 besökte Cockney Rejects Uddevalla kassetten i Uddevalla.
Under påskhelgen 2012 spelade bandet på Pretty Shitty Kjell 3 i Stockholm.

## Medlemmar
Ursprunglig uppställning
- Jeff Geggus (aka Jefferson "Stinky" Turner) – sång (1978 – )
- Mick Geggus – gitarr (1978 – )
- Chris Murell – basgitarr (1978 – 1979)
- Paul Harvey – trummor (1978 – 1979)

Nuvarande uppställning
- Jefferson Turner (Jeff Geggus) – sång (1978 – )
- Mick Geggus – gitarr (1978 – )
- Vince Riordan – basgitarr (1979 – 1983, 1987 – 1991, 2015 – )
- Andrew Laing – trummor (1999, 2007 – )

Övriga medlemmar
- Tony Van Frater – basgitarr (1999-2015)
- Andy "Atlas" Scott – trummor (1979)
- Nigel Woolf – trummor (1980)
- Keith "Stix" Warrington – trummor (1980 – 1991)
- Ian Campbell – basgitarr (1984 – 1985)
- Les "Nobby" Cobb – trummor (2000 – 2006)

Bildgalleri

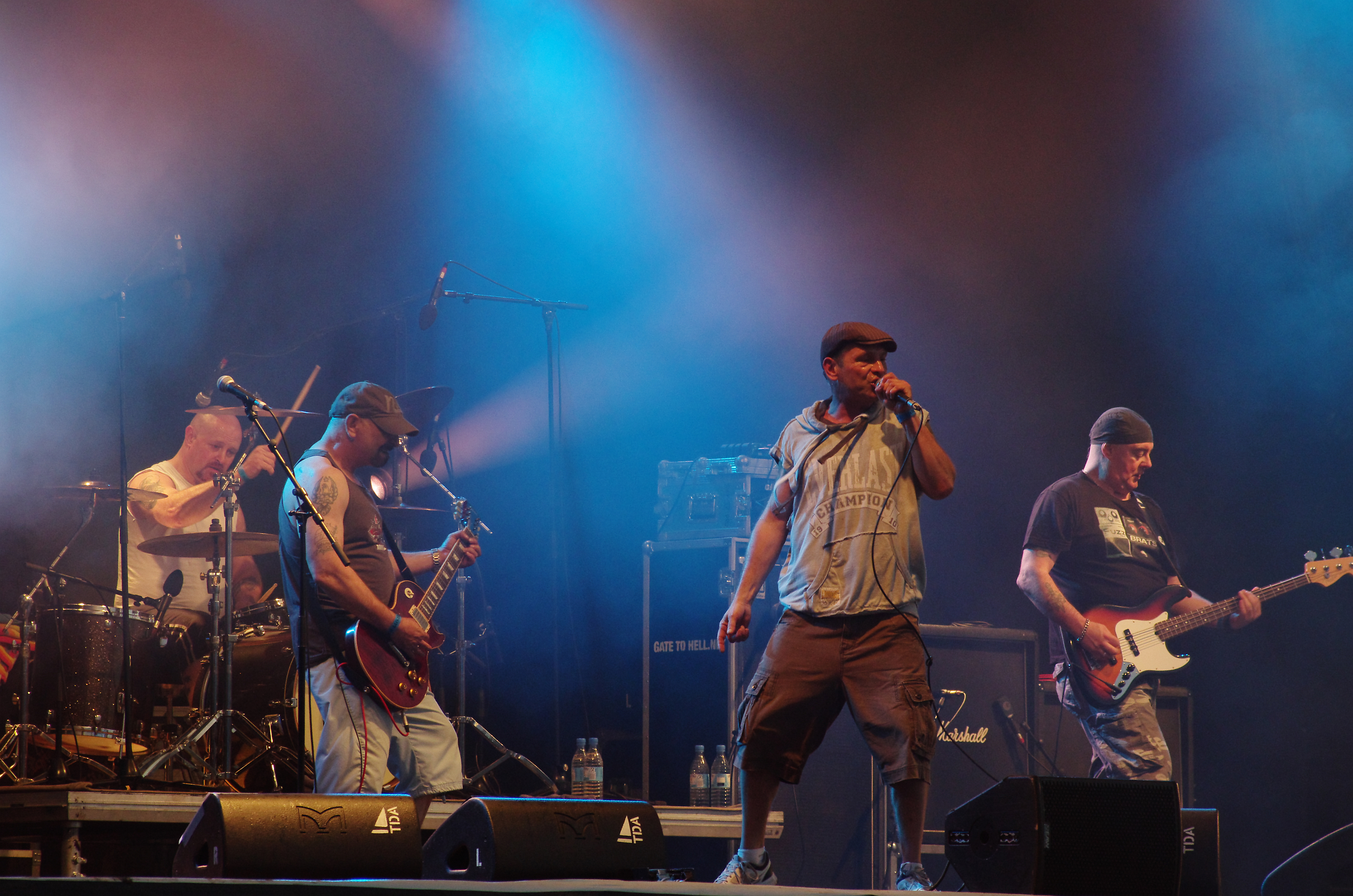
Cockney Rejects i Hünxe 2013
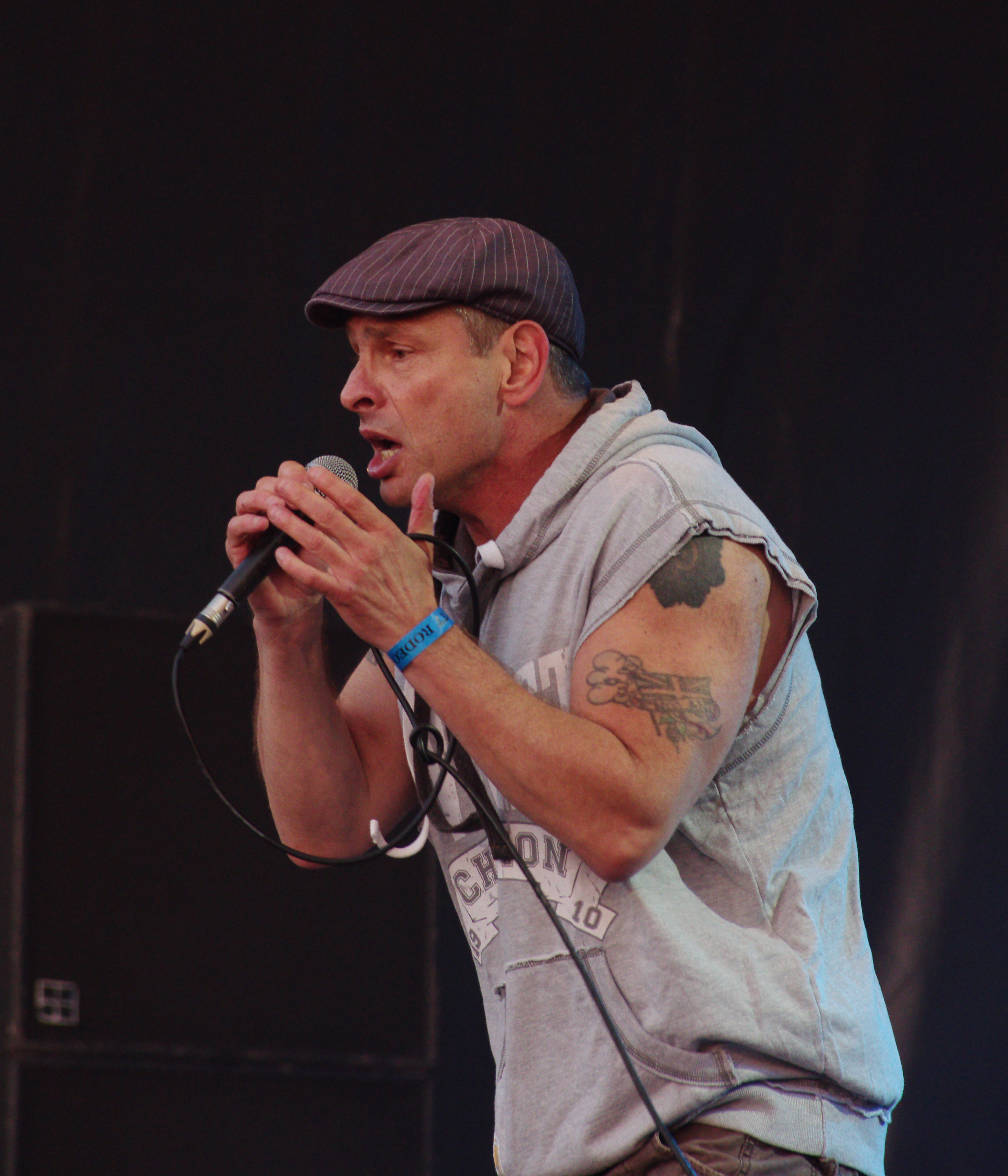
"Jefferson Turner" (Jeff Geggus)
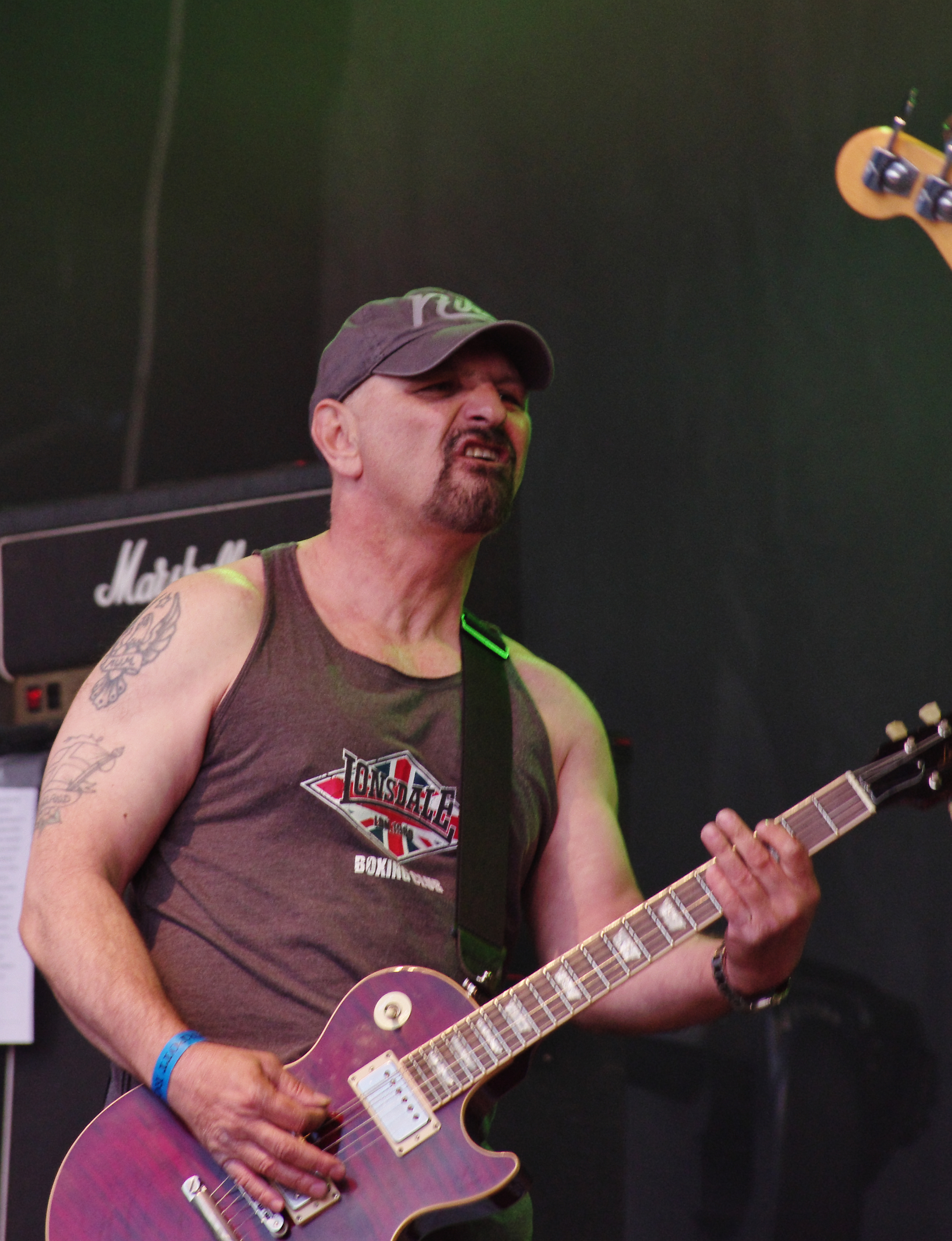
Mick Geggus

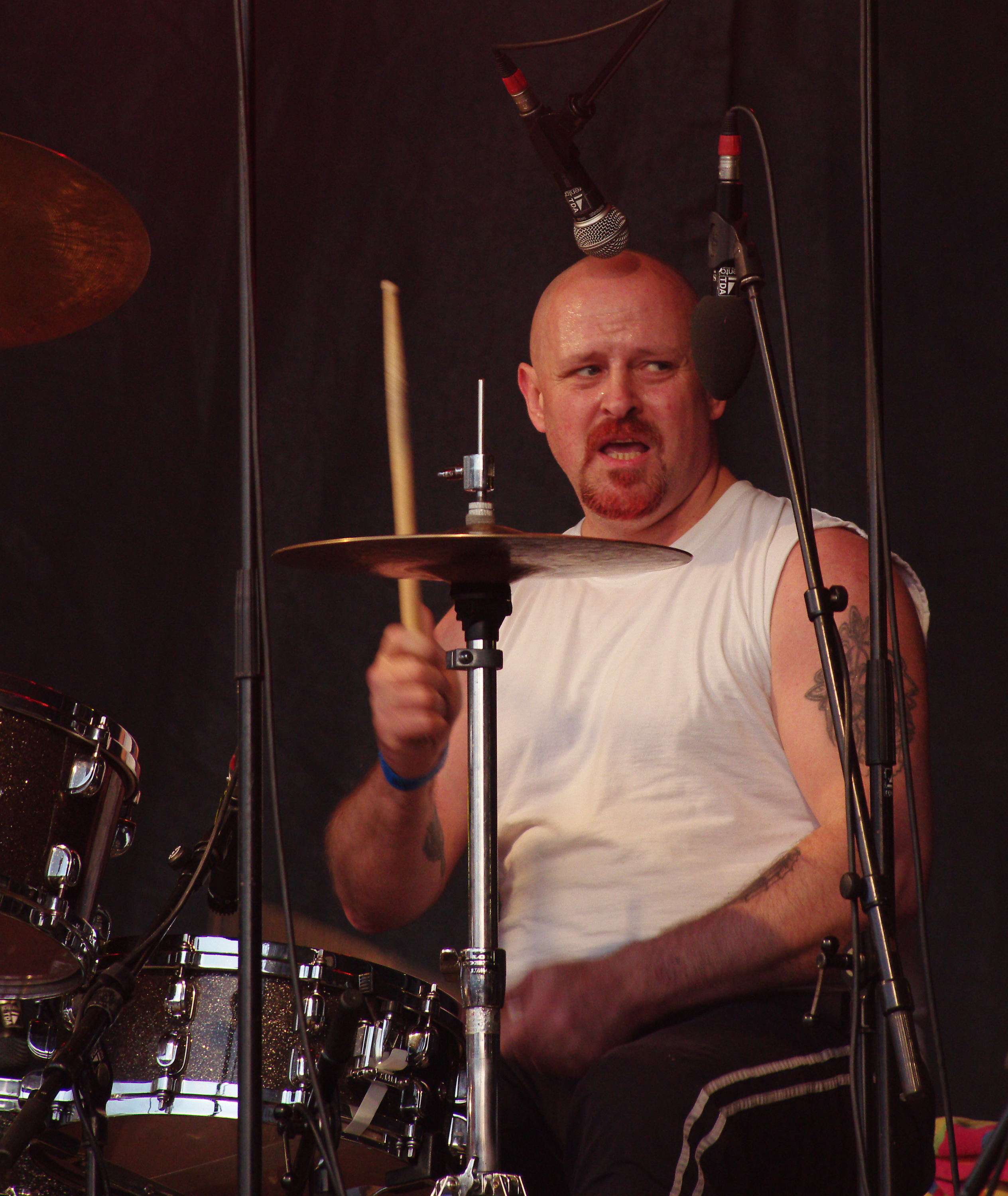
Andrew Laing
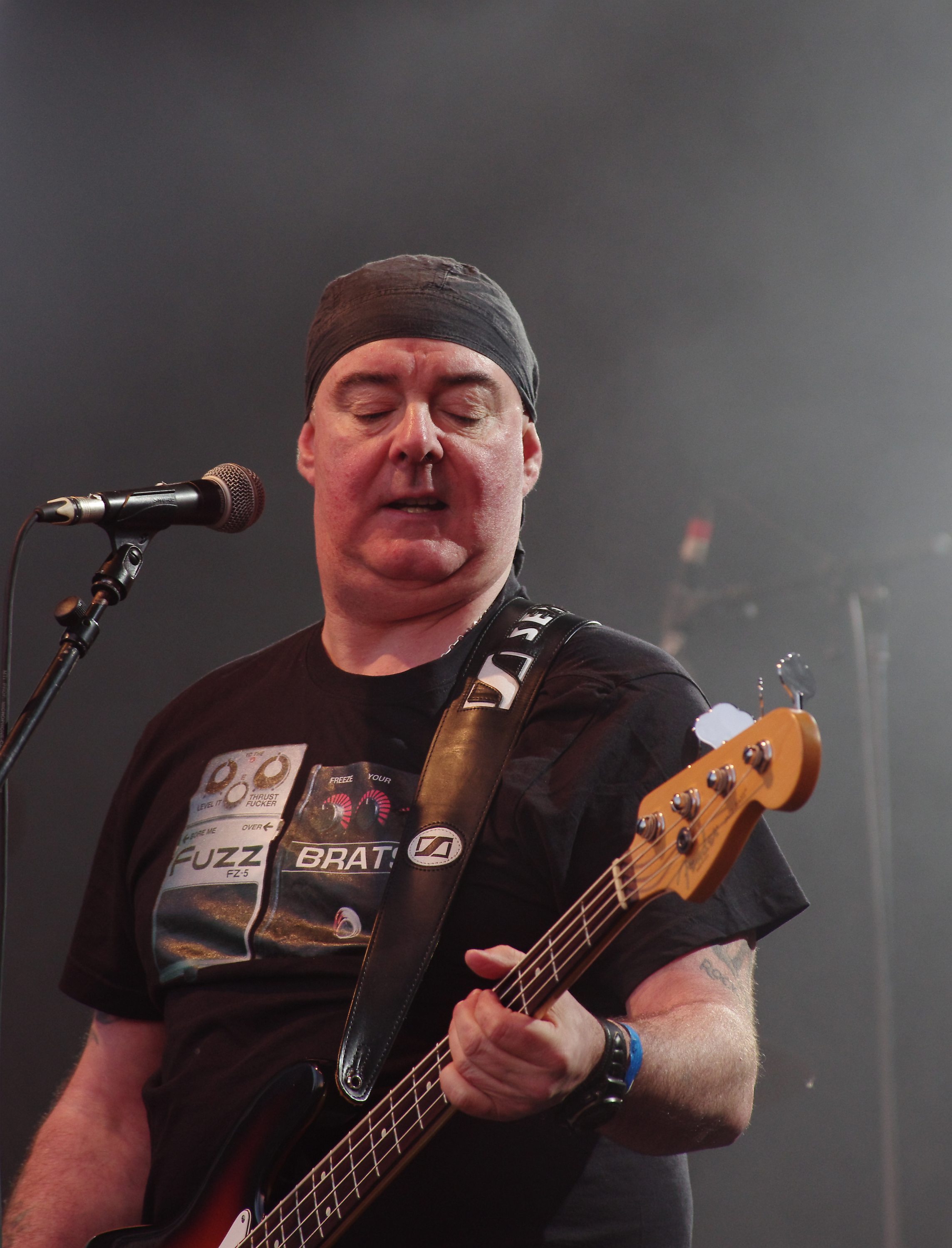
Tony Van Frater, död 29 oktober 2015
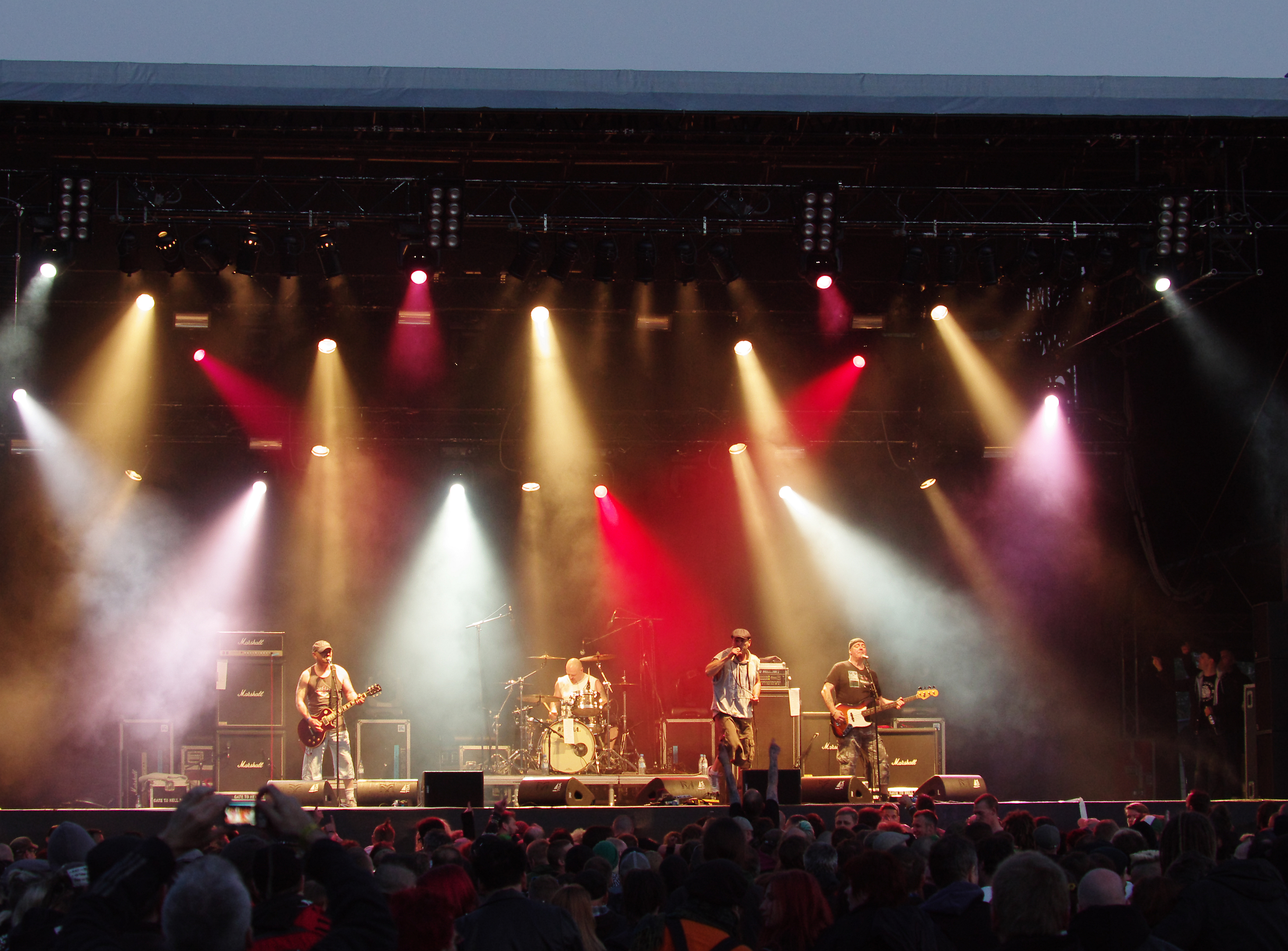
Cockney Rejects vid Ruhrpott Rodeo 2013 i Hünxe.

## Diskografi
Studioalbum
- Greatest Hits Volume 1 (LP) (EMI, 1980)
- Greatest Hits Volume 2 (LP) (EMI, 1980)
- The Power And The Glory (LP) (Zonophone, 1981)
- The Wild Ones (LP) (AKA1, 1982)
- Quiet Storm (LP) (Heavy Metal Records, 1984)
- Unheard Rejects (LP) (Wonderful World Records, 1985)
- Lethal (CD LP) (Neat Records, 1990)
- Out Of The Gutter (CD) (Captain Oi Records, 2003)
- Unforgiven (CD) (G&R Records, 2007)

EPs
- Flares & Slippers (Small Wonder, 1979)
- I'm Not A Fool (EMI, 1979)
- Bad Man (EMI, 1980)
- The Greatest Cockney Rip Off (EMI, 1980)
- I'm Forever Blowing Bubbles (EMI, 1980)
- We Can Do Anything (Zonophone, 1980)
- We Are The Firm (Zonophone, 1981)
- Easy Life (Zonophone, 1981)
- On The Streets Again (Zonophone, 1981)
- Total Noise (1983)

Samlingsalbum / Livealbum
- Oi! The Album (1980)
- Greatest Hits Volume 3 (LP) (EMI, 1981)
- The Punk Singles Collection (CD) (Dojo, 1997)
- Oi! Oi! Oi! (Castle, 1997)
- Lords Of Oi! (Dressed to Kill, 1997)
- Greatest Hits Volume 4 (CD) (Rhythm Vicar, 1997)
- Addicted to Oi! (2001)